# Rossana Fuentes Berain
Rossana María Fuentes Berain Villenave (Ciudad de México, 26 de julio de 1958) es una periodista y empresaria mexicana.
Fue la primera mujer en ocupar la posición de editora de la sección de negocios en un medio de comunicación en México, cuando colaboró en el periódico El Financiero, entre 1991 y 1994.

## Educación
Fuentes Berain es Licenciada en Comunicación de Masas por la Universidad Autónoma Metropolitana de México, Maestra en Periodismo Internacional por la Universidad del Sur de California, en Teatro por la Mountview Academy of Theatre Arts, en Londres. Tiene un Doctorado en Derecho a la Información del programa conjunto de la Universidad de Occidente de Navarra e Iberoamericana y un Posgrado en Historia del Cine y Estética por la Universidad de la Sorbona de París.

## Trayectoria
Fuentes Berain ha formado parte de diferentes medios de comunicación, entre ellos, Grupo Expansión, Noticieros Televisa, los diarios mexicanos Reforma y El Universal; y los medios estadounidenses The New York Times, The Washington Post, entre otros.
Inició su carrera en 1984 como analista de prensa internacional en la Secretaría de Relaciones Exteriores. Tres años más tarde, se unió a la agencia de noticias Notimex, en donde tuvo coberturas internacionales.
En 1991 se convirtió en la primera mujer en ocupar el puesto de editora de la sección de negocios en el periódico El Financiero. Trabajó como Subdirectora de asuntos especiales e investigación en el diario Reforma y fue directora de las páginas de Opinión en El Universal.
Entre 2009 y 2014 se desempeñó como Vicepresidenta Editorial de Grupo Expansión, en donde supervisó la generación y publicación de las 17 revistas y 11 sitios que componían el grupo de comunicación. A la par de estos puestos, fue conductora de televisión en el programa Contrapunto de Televisa.
En 2001 fue parte del jurado del Premio Nacional de Periodismo junto a Carmen Aristegui y Ciro Gómez Leyva, entre otros.
Como parte de su labor para mejorar el ecosistema de comunicación en México y Latinoamérica fue fundadora y Miembro del Consejo de Redacción de Foreign Affairs Latinoamérica, en colaboración con el Instituto Tecnológico Autónomo de México (ITAM), en donde también fue catedrática y del Grupo Oaxaca, que impulsó la aprobación de la Ley Federal de Transparencia y Acceso a la Información Pública.
Desde el 1 de septiembre de 2014, es la directora y fundadora del think tank México Media Lab S21, empresa que fundó con en objetivo de estudiar el impacto y mejorar la comunicación en todas las industrias, procesos sociales, políticos y económicos de este siglo; colaboró para el Huffington Post México y da conferencias sobre el impacto de la tecnología en el mundo.
Es parte del consejo de administración de diferentes medios y organizaciones como el Wilson Center y el Foro Económico Mundial.
Es hermana de la diplomática y embajadora emérita Sandra Fuentes-Berain Villenave.

## Reconocimientos
- La revista Forbes la incluyó en 2013 en su lista de las 50 mujeres más poderosas de México y la posicionó en el lugar 33 del ranking.[14]
- La revista Líderes Mexicanos la nombró uno de los 300 líderes más influyentes de México en 2014, en la posición 172.[15]
- Pergamino de Oro al mérito Andrés Henestrosa, 2017.[16]

## Publicaciones
- Oro Gris: Zambrano, la gesta de Cemex y la globalización en México[17][18]
- Iniciativa empresarial.: Hacerlo bien y hace el bien. (IPADE Publishing)[19]
- México 2020: Dale clic a tu futuro[20]